# Aero A-38
Aero A-38 – czechosłowacki samolot pasażerski z okresu międzywojennego. 

## Historia
W 1929 roku w wytwórni Aero, korzystając z konstrukcji samolotów pasażerskich: dwupłatowego Aero A-23 i górnopłata Aero A-35, opracowano nowy samolot pasażerski. Tak opracowany dwupłatowy samolot pasażerski przeznaczony dla przewozu 8 pasażerów otrzymał oznaczenie Aero A-38. 
Prototyp samolotu został oblatany w 1929 roku, po czym czechosłowackie państwowe linie lotnicze Československé státní aerolinie (ČSA) zamówiły jeszcze dwa takie samoloty. Ponadto dwa dalsze samoloty tego typu zamówiły francuskie linie lotnicze Compagnie internationale de navigation aérienne (CIDNA), z tym że te samoloty zostały wyposażone we francuskie silniki Gnome-Rhone Jupiter 9 Ady o mocy 480 KM (360 kW). W 1930 kolejny samolot tego typu został zakupiony przez czechosłowackie lotnictwo wojskowe jako samolot do fotogrametrii. 
W związku z brakiem dalszych zamówień zakończono ich produkcję po zbudowaniu 6 samolotów tego typu  w latach 1929 – 1930.

## Użycie w lotnictwie
Samoloty Aero A-38 od 1930 roku rozpoczęły loty pasażerskie w ramach czechosłowackich państwowych liniach lotniczych ČSA. Latały na linii Praga – Brno – Bratysława – Koszyce – Użhorod – Kluż, a później także do Bukaresztu. Ponadto latały na liniach krajowych Czechosłowacji. W liniach ČSA latały do 1935 roku i w tym czasie wylatały 340426 km w czasie 3135 godzin.
W 1935 roku od ČSA dwa samoloty zakupiły linie lotnicze należące do firmy Bata, później jeden z nich został odsprzedany dla aeroklubu w Ołomuńcu, gdzie służył  jako samolot do lotów widokowych.
Natomiast dwa samoloty zakupione przez linie lotnicze CIDNA, od roku 1930 rozpoczęły loty na trasie z Pragi do Wiednia i Warszawy. 
Po zajęciu Czechosłowacji przez Niemców w 1939 roku samoloty Aero A-38 zostały przejęte przez Luftwaffe. Według niepotwierdzonych danych jeden z nich uczestniczył w transporcie wojsk w ramach operacji „Weserübung” w Norwegii w 1940 roku. Dalsze losy tych samolotów nie są znane.

## Opis techniczny
Samolot Aero A-38 był dwupłatem o konstrukcji mieszanej. Kadłub o konstrukcji z rur metalowych, przednia część kadłuba kryta była blacha aluminiową, pozostała płótnem. Skrzydła o konstrukcji drewnianej, kryte płótnem. W przedniej części kadłuba znajdował się silnik, za nim zakryta kabina załogi, a za nią przedział pasażerski z 8 miejscami. Przedział pasażerski posiadał okna umożliwiające oglądanie otoczenia samolotu. Samolot posiadał podwozie klasyczne, stałe z płozą ogonową.
Napęd samolotu stanowił jeden silnik gwiazdowy, chłodzony powietrzem, umieszczony w przedniej części kadłuba. 